# Colonia Paraíso Escondido, Nayarit
Colonia Paraíso Escondido är en ort i Mexiko.   Den ligger i kommunen Compostela och delstaten Nayarit, i den centrala delen av landet, 700 km väster om huvudstaden Mexico City. Colonia Paraíso Escondido ligger 8 meter över havet och antalet invånare är 2 463.
Terrängen runt Colonia Paraíso Escondido är platt västerut, men åt sydost är den kuperad. Havet är nära Colonia Paraíso Escondido åt nordväst. Runt Colonia Paraíso Escondido är det ganska tätbefolkat, med 54 invånare per kvadratkilometer. Närmaste större samhälle är Las Varas, 17,6 km nordost om Colonia Paraíso Escondido. I omgivningarna runt Colonia Paraíso Escondido växer i huvudsak lövfällande lövskog.